# Chaco (película de 2019)
Chaco  es una película documental coproducción de Argentina, Italia y Suiza  filmada en colores dirigida por Danièle Incalcaterra y Fausta Quattrini sobre su propio guion que se estrenó el 4 de abril de 2019.

## Antecedente
En El Impenetrable (2014), los mismos directores relataron la historia de las acciones mediante las cuales Incalcaterra logró que el estado paraguayo aceptase las cinco mil hectáreas que había heredado de su padre en el Chaco paraguayo, y cómo su donación debió superar las barreras de una maraña burocrática y legal hasta llegar a un decreto del entonces presidente Fernando Lugo que convertía a las tierras en una reserva natural: Arcadia.

## Sinopsis
La película sigue las gestiones del codirector Incalcaterra en Paraguay ante políticos, abogados, legisladores y funcionarios para conseguir su propósito de que sean los guaraní-ñandeva quienes habiten Arcadia,  una reserva verde rodeada de un desierto, producto de un feroz desmonte que es  parte de las dos mil hectáreas de bosque que cada día se destruyen en el Chaco paraguayo. Para ello se apoya en el decreto por el cual en su momento el posteriormente destituido presidente Lugo.

## Comentarios
Gaspar Zimerman dijo en Clarín:

”Cualquier parecido con la Argentina no es mera coincidencia. La película denuncia el despojo a los pueblos originarios, la depredación de los recursos naturales y la protección que, por acción u omisión, el Estado les da a quienes están cometiendo esta masacre ecológica. Por momentos, el documental se reitera y pierde fuerza: la narración cae en el mismo laberinto circular en el que está atrapado Incalcaterra. Un intríngulis teñido de realismo mágico, en el que la única certeza es una frase aplicable al capitalismo en general: “La justicia protege un universo de negocios lícitos e ilícitos”.

Marcelo Stiletano en La Nación escribió:

”… su protagonista-director, Daniel Incalcaterra, lo transforma a la vez en crónica testimonial, thriller político narrado en primera persona y documental atípico….El extraordinario plano final resume la perplejidad del autor y los dilemas de un conflicto que seguramente tendrá nuevos episodios (incómodos, apasionantes) en el futuro.”

Guilherme de Alencar Pinto en La Diaria escribió:

”Está filmada y construida a lo yanqui, con una narrativa más direccional, con nudos dramáticos.”